# Lasioglossum laeviderme
Lasioglossum laeviderme är en biart som först beskrevs av Cockerell 1911.  Lasioglossum laeviderme ingår i släktet smalbin, och familjen vägbin. Inga underarter finns listade i Catalogue of Life.